# Agostino Veneziano
Agostino Veneziano, detto anche Agostino di Musi o dei Musi o Musis, (Venezia, 1490 circa – Roma, 1540 circa) è stato un incisore vissuto nel sedicesimo secolo.
Allievo di Marcantonio Raimondi, fu tra i primi ad entrare nella sua bottega. È stato operoso, oltre che a Venezia, anche a Roma, dal 1516 al 1527 e dal 1530 al 1536 e, a Mantova, dal 1527 al 1530. L'inizio dell'attività a Venezia risale al «primo decennio del Cinquecento, servendosi come modelli delle incisioni di Iacopo de' Barbari e Giulio Campagnola, (...)».

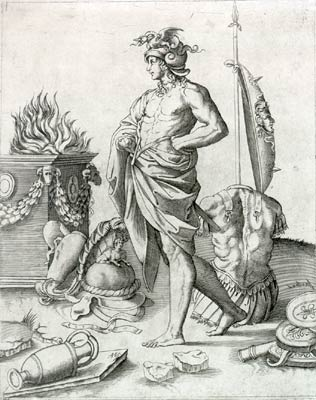
Alcibiade, in una incisione di Agostino Veneziano.

Incise a bulino composizioni di Michelangelo Buonarroti, Raffaello Sanzio, Giulio Romano, Baccio Bandinelli e Rosso Fiorentino.

## Biografia
Sono poche le notizie giunteci sulla sua vita. Nacque in Veneto, forse a Venezia, intorno al 1490. Fino al 1515 rimase nel Veneto, dove ricevette la sua prima formazione artistica. Successivamente si trasferì a Firenze, luogo in cui venne in rapporto con Andrea del Sarto, che lo incaricò di riprodurre una "Pietà" dipinta per il re di Francia. L'incisione, generalmente conosciuta come "Cristo sostenuto da tre angeli" reca la data 1516 e, secondo il Borghini, fu eseguita a Roma ove si trasferì; essa però deluse profondamente il pittore che non gli affidò alcun'altra opera da riprodurre. Breve è stato il soggiorno fiorentino, forse solo una tappa di un viaggio intrapreso verso Roma, dove entrò in rapporto con Marcantonio Raimondi, divenendone, insieme a Marco Dente. uno dei principali allievi e poi collaboratori nella "ditta" Raimondi, la prima vera e propria impresa artistico-commerciale impegnata nella riproduzione di soggetti raffaelleschi. Ad un periodo di intensa attività della bottega di Marcantonio seguirono probabilmente anni più difficili dovuti alla morte di Raffaello nel 1520 e all'imprigionamento dello stesso Raimondi intorno al 1523-24 per aver inciso alcuni soggetti lascivi.

## Opere
- 1517, Andata al Calvario, incisione dell'originale Spasimo di Sicilia di Raffaello.[3]
- 1519, Andata al Calvario, incisione dell'originale Spasimo di Sicilia di Raffaello.